# Live (Eurythmics Video)
Pour les articles homonymes, voir Liste des albums intitulés Live.
Eurythmics Live est un enregistrement vidéo d'un concert d'Eurythmics de leur tournée "Revenge Tour", enregistré à Sydney le 14 février 1987 qui contient 15 des 17 chansons jouées.
Des segments filmés en studio sont insérés entre certains titres, notamment l'introduction au clavier par Patrick Seymour sur Sweet Dreams (Are Made of This) et la partie à l'harmonica par Jimmy 'Z' Zavala en introduction de Missionary Man.
Seuls titres manquants :
- "I Love You Like a Ball and Chain" joué après "Let's Go"
- "Conditioned Soul" joué après "Who's That Girl"

## Formats
- VHS Videotape

- Laserdisc
  - UK PAL
  - US NTSC
  - Japan NTSC

Pas d'édition en DVD.

## Titres
1. It Could Be The Future (filmé en studio) [1]
2. Sexcrime (1984)
3. Let's Go
4. The Last Time
5. Here Comes the Rain Again
6. It's Alright (Baby's Coming Back)
7. When Tomorrow Comes
8. There Must Be an Angel (Playing With My Heart)
9. Who's That Girl - se termine sur le premier vers de "Tous les garçons et les filles" de Françoise Hardy[2]
10. Right By Your Side
11. Thorn in My Side - contient en introduction quelques accords de "Norwegian wood (This Bird Has Flown)" des Beatles
12. Sweet Dreams (Are Made of This)
13. Would I Lie to You? - le pont contient un extrait de "Day Tripper" des Beatles
14. Missionary Man
15. Sisters Are Doing It for Themselves
16. The Miracle of Love
17. End credits - The Miracle of Love (instrumental studio version)

## Titres sortis en disques
- Here Comes the Rain Again : You Have Placed a Chill in My Heart cd single
- There Must Be an Angel (Playing with My Heart) : The King And Queen Of America cd single (version écourtée)[3] et Shame cd single (version complète).
- Missionary Man : album Live 1983-1989 et I Need a Man cd single[4].
- The Miracle of Love : album Live 1983 - 1989.

## Credits
Réalisateur : Geoff Wonfor
Société de production : Oil Factory Films Ltd
Conception de la pochette : Laurence Stevens
Photos : Claude Gassian
Année de sortie : 1987